# Мишино (Вытегорский район)
Мишино — упразднённая деревня в Вытегорском районе Вологодской области.
Входила в состав сельского поселения Андомское (до 2016 года — Саминского сельского поселения).
Упразднена в июле 2020 года.
Располагалась на левом берегу реки Самина. Расстояние до районного центра Вытегры по автодороге — 41 км, до центра муниципального образования посёлка Октябрьский по прямой — 7 км. Ближайшие населённые пункты — Вашуково, Лечино, Никулино.

## Население
По данным переписи в 2002 году постоянного населения не было.
| 2010 |
| ---- |
| 0    |